# Tesfaye Abera

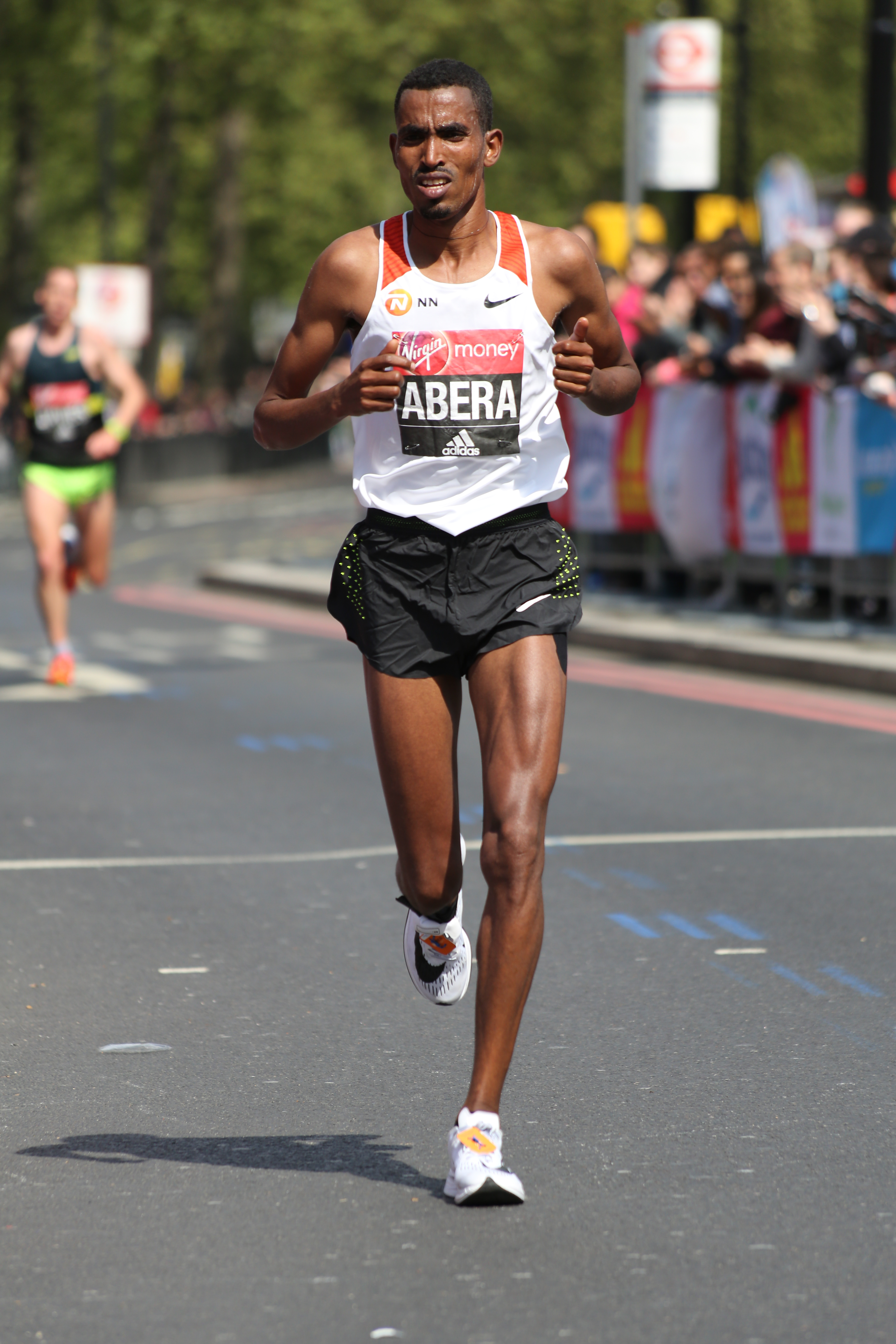
Tesfaye Abera 2017 beim London-Marathon

Tesfaye Abera (* 31. März 1992) ist ein äthiopischer Langstreckenläufer.
2013 gewann er den 10-Kilometer-Lauf Corrida de Langueux mit 28:21 min.
Seinen ersten Marathonsieg feierte er am 18. Januar 2015 beim Mumbai-Marathon in 2:09:46 h.
Am 22. Januar 2016 gewann er mit persönlicher Bestzeit von 2:04:24 h den Dubai-Marathon, einen Lauf mit dem Label Gold der IAAF Road Race Label Events 2016. Am 17. April 2016 gewann er den Hamburg-Marathon in 2:06:59 h.

## Persönliche Bestzeiten
- 10-km-Straßenlauf: 28:21 min, 22. Juni 2013, Langueux
- Halbmarathon: 1:00:32 h, 29. April 2012, Nizza
- Marathon: 2:04:24 h, 22. Januar 2016, Dubai